# Mi del Serpentari
Mi del Serpentari (μ Ophiuchi) és un estel a la constel·lació del Serpentari de magnitud aparent +4,62. Està situada a 753 anys llum del sistema solar.
Mi del Serpentari és una estrella gegant o subgegant blanc-blavenca de tipus espectral B8 la temperatura superficial de la qual és de 12.200 K. Incloent l'energia emesa com a llum ultraviolada, la seva lluminositat és 2.170 vegades major que la lluminositat solar. El seu radi és 10,5 vegades més gran que el del Sol i rota amb una velocitat projectada de 114 km/s —si bé el valor real pot ser significativament major—, implicant un període de rotació igual o inferior a 4,5 dies. Amb una edat aproximada de 80 milions d'anys, la seva massa és un poc major de 5 masses solars. Hom pensa que recentment ha acabant la fusió del seu hidrogen intern, i el seu nucli s'està contraient com a pas previ abans de començar la fusió de l'heli en carboni i oxigen; amb el temps evolucionarà en una variable cefeida pulsant.
Mi del Serpentari és una estrella de mercuri-manganès, amb una sobreabundància d'aquest últim element. Aquests estels, tipificats per Alpheratz (α Andromedae) i χ Lupi, tenen una atmosfera estel·lar en relativa calma on diferents tipus d'àtoms s'enfonsen per l'acció de la gravetat, mentre que uns altres són empesos a l'exterior per la pressió de radiació, fent que la seva distribució no sigui homogènia.